# Jeu trouble (film, 2016)

Jeu trouble (Come and Find Me) est un film dramatique américain, réalisé et écrit par Zack Whedon en 2016.

## Synopsis
Après la disparition de sa petite amie Claire (Annabelle Wallis), David (Aaron Paul) découvre qu'elle n'est pas celle qu'il croyait. Il part à sa recherche.

## Distribution
- Aaron Paul (VF : Alexandre Gillet) : David
- Annabelle Wallis (VF : Céline Mauge) : Claire
- Chris Chalk : Buck Cameron / Kyle
- Dean Redman : Jackson
- Garret Dillahunt (VF : Vincent Ropion) : John Hall
- Jordana Largy : assistante de Mme Garan
- Michael Kopsa (VF : Jean-François Aupied) : Rezart
- Terry Chen : le détective Chris Sloan
- Valerie Tian : étudiante
- Zachary Knighton : Charlie
- Enver Gjokaj (VF : Jérémy Prévost) : Aleksandr